# کلاته ارباب
کلاته ارباب، روستایی از توابع بخش نوخندان شهرستان درگز در استان خراسان رضوی ایران است.

## جمعیت
این روستا در دهستان شهرستانه قرار دارد و براساس سرشماری مرکز آمار ایران در سال ۱۳۸۵، جمعیت آن زیر سه خانوار بوده‌است.